# Karen Putzer

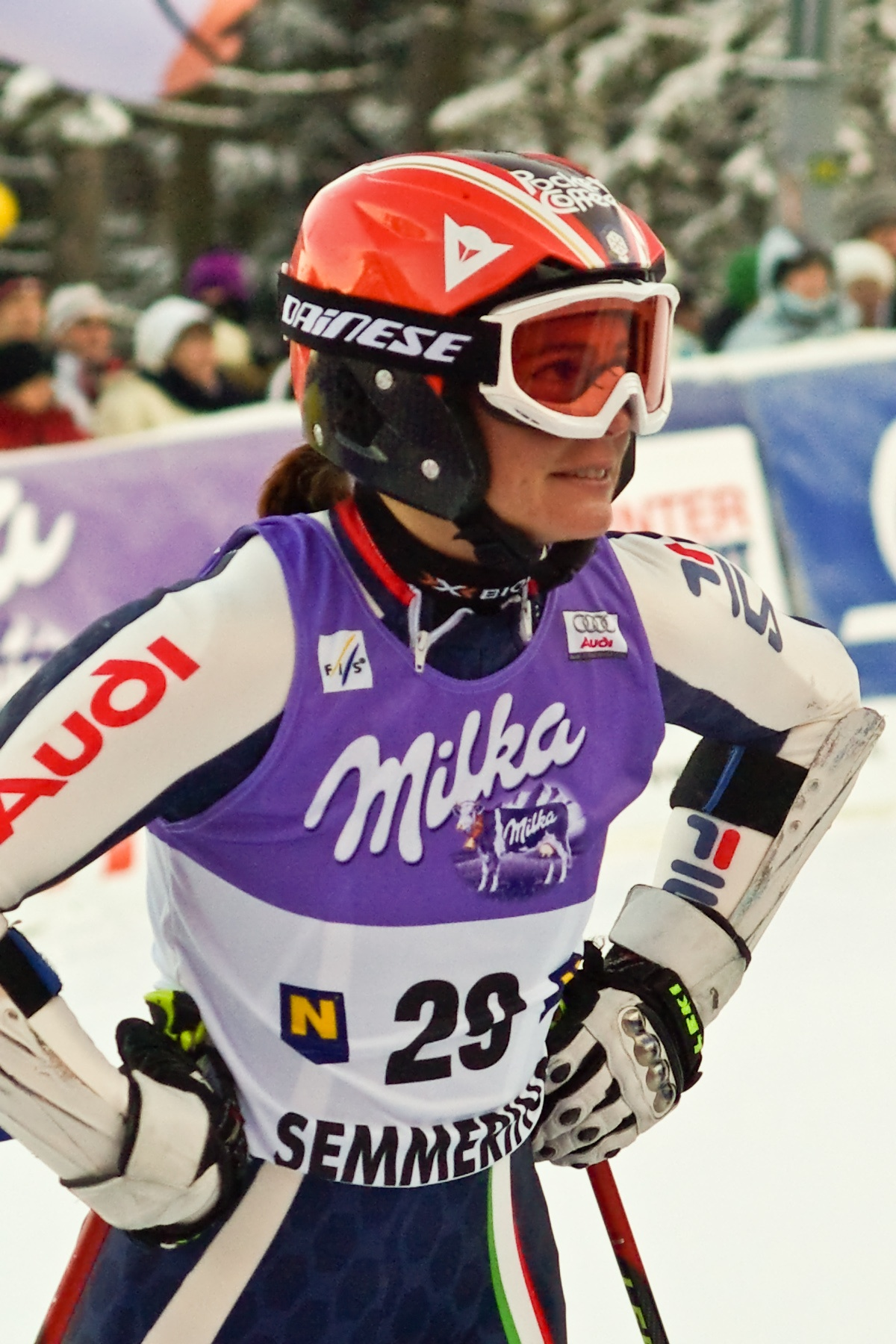
Karen Putzer, Semmering 2008

Karen Putzer (Bozen, 29 september 1978) is een Italiaans voormalig alpineskiester.

## Erelijst

### Olympische Winterspelen
- Salt Lake City (2002)
  - Bronzen medaille in de super G

### Wereldkampioenschappen
- Sankt Anton (2001)
  - Zilveren medaille in de reuzenslalom
  - Bronzen medaille in de combinatie